# Vittorio Ugolini
Vittorio Ugolini (Galați, 18 settembre 1908 – Bologna, 19 novembre 2002) è stato un allenatore di pallacanestro e arbitro di pallacanestro italiano.

## Carriera
Ha allenato la Virtus Bologna dal 1935 al 1940. Nel 1937 è stato allenatore della Nazionale agli Europei, insieme a Decio Scuri.
Da arbitro, ha diretto la finale dei Giochi olimpici del 1948.